# Бент, Лайрик
Лайрик Бент (англ. Lyriq Bent; род. 15 июля 1979, Кингстон, Ямайка) — американо-канадский актёр ямайского происхождения. Известность обрёл благодаря роли офицера Ригга в серии фильмов «Пила».

## Карьера
Дебютировал на телевидении в 2000 году, снявшись в эпизоде сериала «Охотники за древностями».
Сыграл второстепенную роль офицера полиции Дэниела Ригга в фильмах ужасов «Пила 2» и «Пила 3», а в следующем фильме «Пила 4» его персонаж уже стал главным героем.
В 2014 было объявлено, что Бент снимется в мини-сериале «Книга негров».

## Фильмография
| Год       |   | Русское название         | Оригинальное название   | Роль                           |
| --------- | - | ------------------------ | ----------------------- | ------------------------------ |
| 2000      | с | Охотники за древностями  | Relic Hunter            | охранник #2                    |
| 2001      | ф | Клошар                   | The Caveman's Valentine | танцующий серафим              |
| 2003      | ф | Ограбление по-французски | Crime Spree             | Эллвуд                         |
| 2005      | ф | Пила 2                   | Saw II                  | офицер Дэниел Ригг             |
| 2006      | ф | Держи ритм               | Take the Lead           | Изи                            |
| 2006      | ф | Волки-оборотни           | Skinwalkers             | Доук                           |
| 2006      | ф | Пила 3                   | Saw III                 | офицер Дэниел Ригг             |
| 2007      | ф | Пила 4                   | Saw IV                  | лейтенант Дэниел Ригг          |
| 2009      | ф | ЗащитнеГ                 | Defendor                | Уэйн                           |
| 2010      | ф | День матери              | Mother's Day            | Трешоун Джексон                |
| 2010—2014 | с | Копы-новобранцы          | Rookie Blue             | детектив Франклин (Фрэнк) Бест |
| 2014      | с | Книга негров             | The Book of Negroes     | Чекура Тиано                   |
| 2015      | ф | Врата тьмы               | Pay the Ghost           | детектив Джордан Рейнольдс     |
| 2017      | с | Мэри убивает людей       | Mary Kills People       | детектив Фрэнк Гейнс           |
| 2017—2019 | с | Ей это нужно позарез     | She's Gotta Have It     | Джейми Оверстрит               |
| 2018      | ф | Бенджамин                | Benjamin                | Грег                           |
| 2019      | с | Любовники                | The Affair              | Пол                            |